# Wehrbauer
Wehrbauer è un termine della lingua tedesca per descrivere quegli agricoltori che vivono ai confini di un regno, che hanno il compito di trattenere gli invasori stranieri fino a quando le forze militari non hanno raggiunto il confine.
I Wehrbauern erano usati principalmente sulle frange orientali del Sacro Romano Impero e successivamente nell'impero austro-ungarico per rallentare gli attacchi dell'impero ottomano.

## Originariamente
Il dispiegamento di Wehrbauern è registrato per la prima volta nell'impero bizantino, che nel settimo secolo cercò di difendersi dagli attacchi dall'est e dal sud con i coloni locali, poi chiamati stratioti, ovvero "soldati".
I Wehrbauern furono istituiti dall'impero austro-ungarico intorno alla Croazia negli anni 1530 per fermare le invasioni del impero ottomano e furono utilizzati per questi scopi fino a quando non furono diventati obsoleti nel XIX secolo con la creazione di eserciti permanenti.
Durante la guerra dei trent'anni le battaglie e le incursioni erano comuni in tutta la sua terra e il Sacro Romano Impero doveva fare un uso maggiore di Wehrbauern anche in altre regioni dell'impero.

## Durante la Germania nazista
Nel XX secolo, il termine fu ripreso di nuovo da Schutzstaffel (SS) appartenenti alla Germania nazista per riferirsi a soldati designati come agricoltori per le terre conquistate durante le invasioni tedesche dell'Unione Sovietica e della Polonia.
Durante il nazionalsocialismo ci sono state riflessioni sulla creazione di un patrimonio militare nell'Europa orientale. Per il tempo dopo la vittoria finale, ovvero dopo la conquista finale e l'assoggettamento dell'Europa (Endsieg), è stato pianificato lo smantellamento dell'Unione Sovietica come stato indipendente e l'istituzione di un confine sanguinante sugli Urali. Questo dovrebbe essere sostenuta dagli agricoltori che erano anche soldati alla maniera Wehrbauer (vedi anche il termine tedesco Reichskommissar e Reichskommissariat). Sotto il motto "energia eolica per Wehrbauern" dopo un'eventuale vittoria finale, i sistemi di una fornitura energetica decentralizzata pianificata sono stati proposti nell'ambito del Generalplan Ost, ovvero il "piano generale orientale".